# Wadicosa daliensis
Wadicosa daliensis är en spindelart som beskrevs av Yin, Peng och Zhang 1997. Wadicosa daliensis ingår i släktet Wadicosa och familjen vargspindlar. Inga underarter finns listade i Catalogue of Life.